# Dagpragtstjerne
Dag-Pragtstjerne (Silene dioica) er en 20-50 cm høj urt, der vokser i fugtige, næringsrige skove.

## Beskrivelse
Dag-Pragtstjerne er en flerårig urt med en forgrenet, opret vækst. Stænglerne er stive og dunhårede (klæbrige kirtelhår). Bladene sidder modsat, og de er ægformede med tydelig spids og hel rand. Begge sider er dunhårede, og oversiden er græsgrøn, mens undersiden er lysegrøn. Blomstringen sker i maj-juni. Blomsterne sidder i endestillede, mangeblomstrede stande. De enkelte blomster er 5-tallige med opslidsede, lyserøde kronblade og et krukkeformet bæger. Frugterne er kapsler med mange små frø.
Rodnettet består af jordstængler, som danner korte udløbere, og som bærer de trævlede rødder.
Højde x bredde og årlig tilvækst: 0,50 x 0,25 m (50 x 25 cm/år).

## Voksested
Dag-Pragtstjerne hører hjemme i Nordafrika og Europa. Den er desuden naturaliseret mange andre steder, bl.a. i Nordamerika. Arten foretrækker næringsrig, fugtig bund og gerne let skygge.
I Danmark er den temmelig almindelig i den østlige del, hvor den vokser i fugtige, næringsrige skove og krat. På Bornholm findes den på strandklipper.
På et beskyttet moseområde ved Genner Strand med mange væld, og både stående og rindende vand vokser den sammen med bl.a. Angelik, Ask, Alm. Bingelurt, Bøg, Firblad, Alm. Gedeblad, Guldnælde, Hassel, Alm. Hvidtjørn, Alm. Røn, Hvid Anemone, Lyse-Siv, Manna-Sødgræs, Mose-Bunke, Rød-El, Skovmærke, Stor Fladstjerne og Stor Konval.

## Galleri
|  |  |  |
|  |  |  |

| Portal | Portal:Botanik |

## Note
1. ↑  Åbenrå Statsskovdistrikt: Kalvøarealerne